# 222

222(이백이십이)는 221보다 크고 223보다 작은 자연수이다.

## 수학
- 합성수로, 그 약수는 1, 2, 3, 6, 37, 74, 111, 222이다. 진약수의 합은 234이므로, 222는 과잉수다.
  - 제곱 인수가 없는 12번째 과잉수다. 이 성질을 지닌 앞의 수는 210, 다음 수는 246이다. (OEIS의 수열 A087248)
- 회문수다.
- 20번째 쐐기수다. 앞의 쐐기수는 195, 다음 쐐기수는 230이다.
- {\displaystyle 222=109+113}
  - 연속하는 두 소수(素數)의 합으로 나타낼 수 있는 수다. 이 성질을 지닌 앞의 수는 216, 다음 수는 240이다.
- {\displaystyle 222=21+40+65+96}
  - 연속하는 네 팔각수의 합으로 나타낼 수 있는 수다. 이 성질을 지닌 앞의 수는 134, 다음 수는 334다.
- {\displaystyle 73^{2}-1}은 222로 나누어떨어진다.

### 렙지디트
십진법 상 렙디지트이며 스트로보그램 숫자 (계산기 디스플레이에서 거꾸로 보면 똑같아 보인다는 의미)이다. 또한 십진법 상 자릿수 합과 이진법 상 자릿수 합이 같다.
222는 비동시성이므로  φ는 n보다 작은 서로소 개수를 세는 오일러 피 함수일 때 n− φ( n ) 형태로 작성할 수 없다.
10개의 레이블이 지정되지 않은 요소 집합에 격자 구조를 부여하기 위해 만남 및 결합 작업을 할당하는 방법은 정확히 222가지가 있으며 , 6개의 모서리가 있는 폴리스틱의 경우에도 정확히 222가지가 있다.

## 과학
- 우라늄-222(U-222): 우라늄 동위 원소의 한 종류.
- NGC 222: 큰부리새자리 방향에 있는 산개성단.

## 교통

### 철도
- 서울 지하철 2호선 강남역의 역번호.
- 부산 도시철도 2호선 동의대역의 역번호.
- 대구 도시철도 2호선 이곡역의 역번호.

### 도로
- 일본 222번 국도(일본어판): 미야자키현 니치난시에서 미야코노조시까지 이어지는 일본의 국도.
- 현도 제222호선

## 군사
- U-222(영어판, 독일어판): 제2차 세계 대전에 사용된 나치 독일의 군용 잠수함.

## 문화유산
- 대한민국의 국보 제222호: 백자 청화매죽문 유개항아리
- 대한민국의 보물 제222호: 합천 치인리 마애여래입상
- 대한민국의 사적 제222호: 경주 경애왕릉

## 방송
- 지니 TV의 시니어TV 채널 번호.
- B tv의 브레인TV 채널 번호.
- LG헬로비전의 JEI English TV 채널 번호.
- B tv 케이블의 CTS 기독교TV 채널 번호.

## 기타
- 날짜: 2월 22일
- 연도: 222년, 기원전 222년
- 레코드 레이블 222 레코드